# РБК-Украина
«РБК-Украина» (укр. РБК-Україна) — украинское информационное агентство, специализирующееся на финансовых, экономических и политических новостях Украины. Основано в 2006 году как подразделение российского «РосБизнесКонсалтинга» (РБК) на Украине. Генеральным директором был назначен Иосиф Пинтус — двоюродный брат Германа Каплуна (председателя совета директоров РБК в России). В октябре 2014 года Иосиф Пинтус числился одним из бенефициаров российского материнского холдинга РБК, о чем свидетельствуют официальный отчет ООО РБК (Россия) о своих аффилированных лицах.
«РБК-Украина» не числится в активе российского РБК с 2010 года. В 2012 году после смены собственников российского РБК Иосиф Пинтус, двоюродный брат бенефициара РосБизнесКонсалтинга Германа Каплуна, выкупил украинское подразделение и стал единоличным его владельцем. В том же году «РБК-Украина» заявила об отделении от российского владельца и переходе в холдинг «РБК Медиа», генеральным директором и владельцем которого является Иосиф Пинтус.
В ведении «РБК-Украина» находятся интернет-издание Utro.ua и сайт Styler. С 14 августа 2006 года до 31 января 2008 года медиадиректором агентства был украинский журналист и медиаменеджер Роман Скрыпин.
29 января 2016 года Роскомнадзор по требованию Генеральной прокуратуры Российской Федерации заблокировал сайт «РБК-Украина» за «призывы к массовым беспорядкам, осуществлению экстремистской деятельности». Генеральный директор агентства Иосиф Пинтус заявил, что подобные действия Роскомнадзора ещё раз подчёркивают то, что «РБК-Украина» является украинским ресурсом, независимым от российского РБК. В тот же день российский РБК заявил о претензиях к «РБК-Украина» из-за использования своего бренда.